# 阿韦尼尔·雅科夫金
阿韦尼尔·亚历山德罗维奇·雅科夫金（俄语： 1887年—1974年）为苏联天文学家。在1928年至1931年期间他曾任喀山国立大学恩格尔哈特天文台台长。
月球上的雅科夫金陨石坑以他的名字命名。